# Mézières-sur-Issoire
Mézières-sur-Issoire è un comune francese soppresso e frazione del dipartimento dell'Alta Vienne nella regione dell'Aquitania-Limosino-Poitou-Charentes. Dal 1º gennaio 2016 si è fuso con il comune di Bussière-Boffy per formare il nuovo comune di Val-d'Issoire.

## Società

### Evoluzione demografica
Abitanti censiti